# 表型可塑性
表型可塑性指生物体之行为、形态、生理为因应独特环境所发生之表现型差异，这些差异涵盖了环境引起的所有变化类型，如形态、生理、行为、物候等多方面的变化；这些变化在生物个体寿命中是永久性的，但也可能是暂时性的。这一术语最初是用来描述发育对于形态特性的影响，但现在更广泛地用来描述对环境变化产生的如驯化（适应）、学习等的表型差异。表型可塑性中环境差异诱导产生非连续表型的现象，也被称为非遗传多型性。

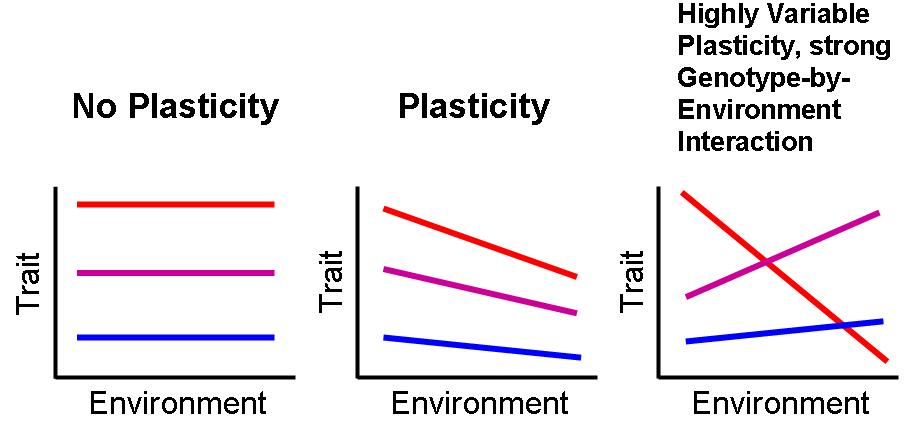
表型可塑性是指一种基因型在不同环境中产生多种表型的能力。这里的每一行代表一个基因型。水平线表明不同环境下的表型是相同的，倾斜线表明不同环境下的表型是不同的，一段倾斜线说明同一基因型表现出表型可塑性。

一般来说，表型可塑性对于如植物等的较为静态的生物更为重要。而对于大多数动物等可移动的生物而言，它们可以通过迁移远离不利环境。尽管如此，移动的生物也至少在某些方面具有一定程度的表型可塑性。豌豆蚜即体现出显著的表型可塑性：豌豆蚜的生殖方式可以在无性和有性生殖之间不断转换，且豌豆蚜在群落过于密集的时候长出翅膀。

## 植物中的例子

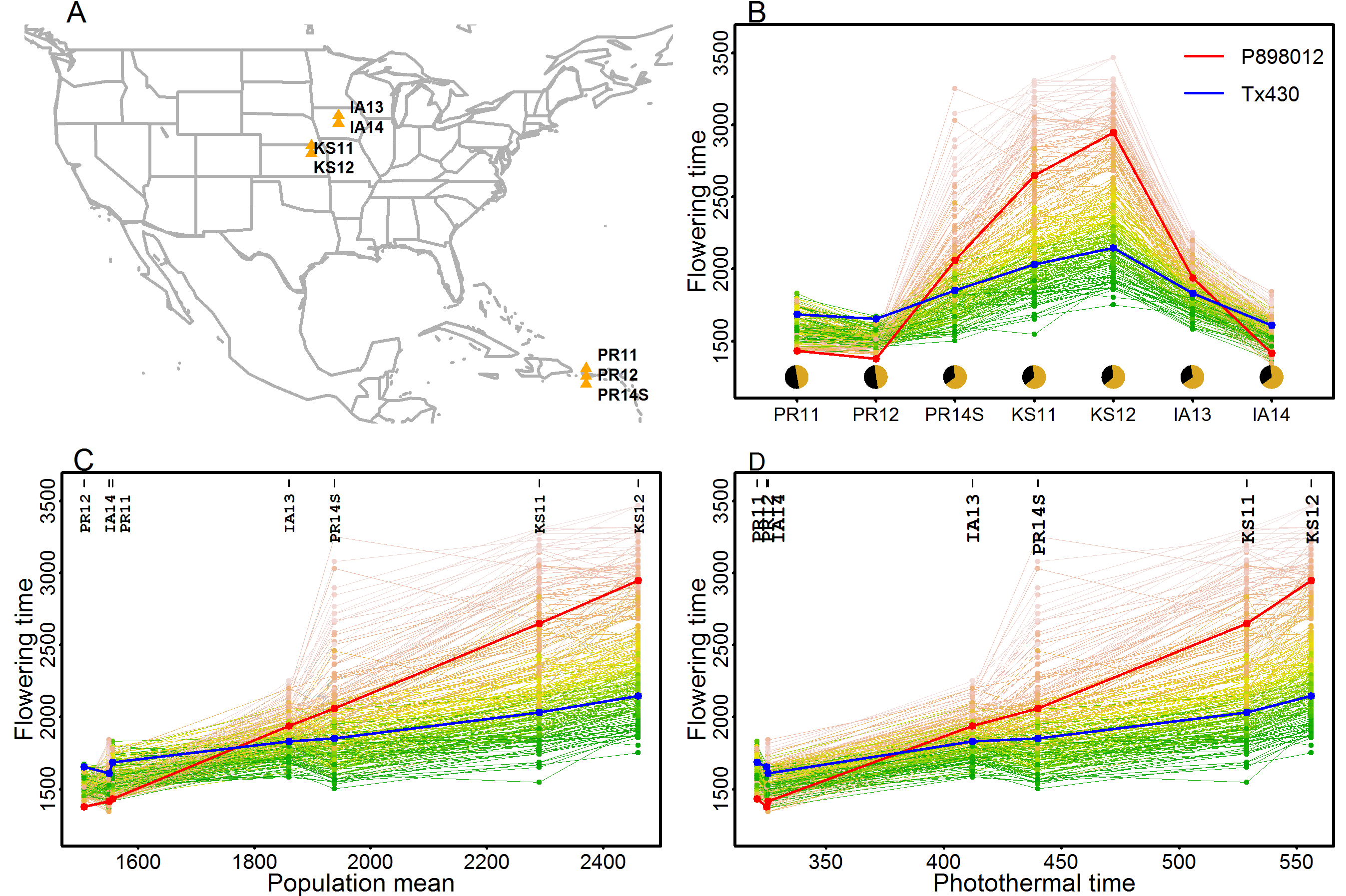
对7种自然环境下高粱开花时间的差异的评估：以光热时间量化相关的环境输入，并提供一个在自然条件下建模、解释和预测表型值的系统框架。

植物的表型可塑性，既涵盖从生长阶段过渡到生殖阶段的时间调控，也包括植物应对不同营养程度的土壤的对根系不同的养料分配，还囊括环境对于植物个株的种子的大小的影响，环境对于叶子形状、大小和厚度的改变等。

### 应对光照差异
植物的叶具有极强的可塑性，它们的生长可能受光照水平的影响。在光照条件下生长的叶子往往更厚，这使得直射光下的光合作用效用最大化；叶子的面积更小，邊界層更薄，这使得叶子冷却得更快。相反，生长在阴凉处的叶子往往更薄，有更大的表面积来捕获更多的有限光线。

### 应对土壤差异
还有研究发现，在拟南芥、小盐芥等植物中，根系中的运输蛋白也随着土壤盐分和养分浓度的变化而发生改变。如冰叶日中花等在内的一些植物在受到水分或盐分短缺影响时，能够改变它们的光合作用途径，从而减少用水量。

### 预测植物性状
由于表型可塑性的存在，在自然条件下生长的植物的性状很难解释和预测，除非能够获得一个明确的环境指数来量化环境：利用关键生长期的光热时间鉴定高粱开花时间即属于这样的量化预测。

## 动物中的例子
现有研究已经显示出营养和温度对动物发育的影响，此外动物的行为也会因为食物的所在地、母亲在幼体幼年的抚摸行为等多方面因素而受到影响。由于物种的可塑性，动物能够根据气候和环境表现出不同的生存策略和觅食行为。

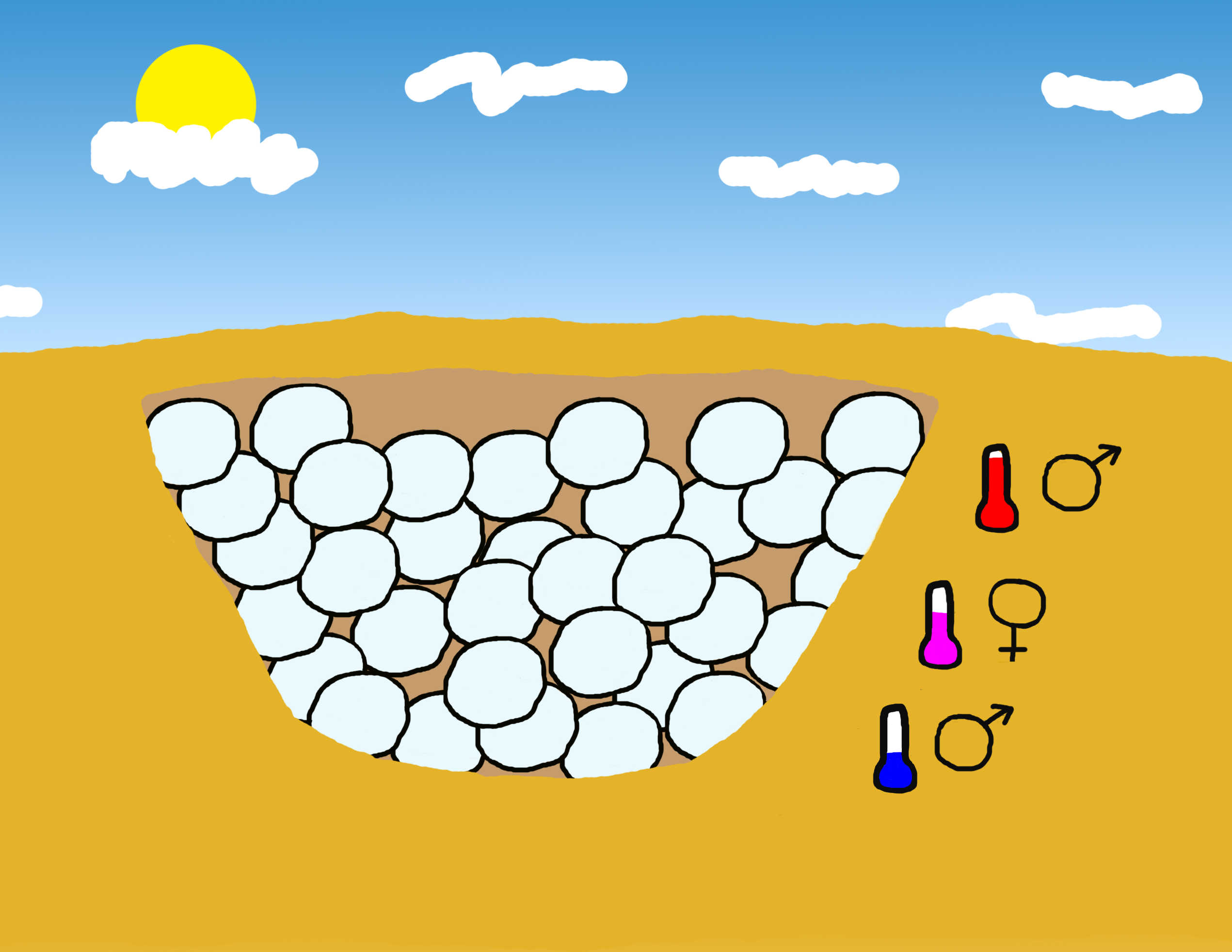
巢穴内的不同的温度决定了性别

### 应对温度变化
热适应引起表型调整在不同类群中很常见。变温动物需要对温度变化进行自我调节，因为其生理的各个方面都直接取决于它们的热环境。温度变化可以通过影响甘油磷脂的脂肪链的移动，影响细胞膜的流动性。维持膜的流动性对细胞功能至关重要，变温动物通过调节细胞膜的磷脂组成，以改变膜内范德瓦尔斯力的强度，从而维持不同温度下膜的流动性。
温度变化还会对性别决定发生影响，许多爬行类的性别决定与温度有关：龟鳖类存在两种温度依赖的性别决定模式，受控于一定的温度敏感期，一种是即低温产雄性、高温产雌性，另一种则为中间温度产雄性而此外产雄性。DMRT1基因是首个被发现与这类性别决定有关系的基因，使用红耳龟和太平洋丽龟作实验，发现该基因的表达是温度依赖的：在产雄性温度和产雌性温度下孵化，在胚胎的生殖嵴和中肾复合物均发现该基因的表达；温度敏感期的后期则发现产雄性温度发育胚胎性腺的表达水平较高，进一步的原理则有待研究。随着全球气候变暖，生态学者已经在澳大利亚等地观测到了雄性海龟孵化数量的下降。

### 应对饮食变化
消化系统的表型可塑性可以让一些动物对饮食营养成分、饮食质量、能量需求的变化做出反应。
脂类、蛋白质和碳水化合物的比例在内的饮食营养成分，可能会在如断奶等的发育过程中发生变化，或随着不同食物类别的丰富程度的季节性变化而发生变化。这些饮食变化可以引起小肠毛刷边缘特定消化酶活性的可塑性。例如，在孵化后的最初几天，家麻雀从高蛋白和高脂肪的昆虫食物过渡到主要含有碳水化合物的种子食物，期间其麦芽糖酶活性增加了两倍。动物被人为要求适应高蛋白食物期间，其用以消化蛋白质的氨肽酶N的活性会增加。

### 应对寄生虫
感染寄生虫可以引发表型差异，以补偿由寄生虫引起的有害影响。通常无脊椎动物对寄生虫去势或毒力增加的反应是生殖力补偿，例如：水蚤在接触微孢子虫的早期阶段产生更多的后代，以补偿未来生殖力下降带来的适应度损失。繁殖力的下降也可能是将营养物质重新导向以维持免疫反应或减少其危害的一种手段。在某些情况下，这种特殊形式的可塑性是由宿主派生的分子介导的。
除繁殖外，宿主还可以通过生理上的可塑性来应对寄生。感染肠道线虫的小鼠体验到降低了葡萄糖在肠道的转运率。为了弥补这一缺陷，小鼠增加了肠道粘膜细胞的总量，这些细胞负责葡萄糖的转运。这使得受感染的小鼠保持与未受感染的小鼠相同的葡萄糖摄取能力和体型。
表型可塑性也可以通过行为的变化来观察。脊椎动物和无脊椎动物会倾向于自我治疗感染，这可以被认为是一种适应性可塑性。感染肠道蠕虫的各种非人灵长类动物会吞食整片粗糙的叶子，从而将肠道中的寄生虫排出体外。此外，叶刺激胃粘膜，促进胃酸分泌，增加肠道蠕动，可以促进消化道有效冲洗寄生虫。

### 应对捕食者

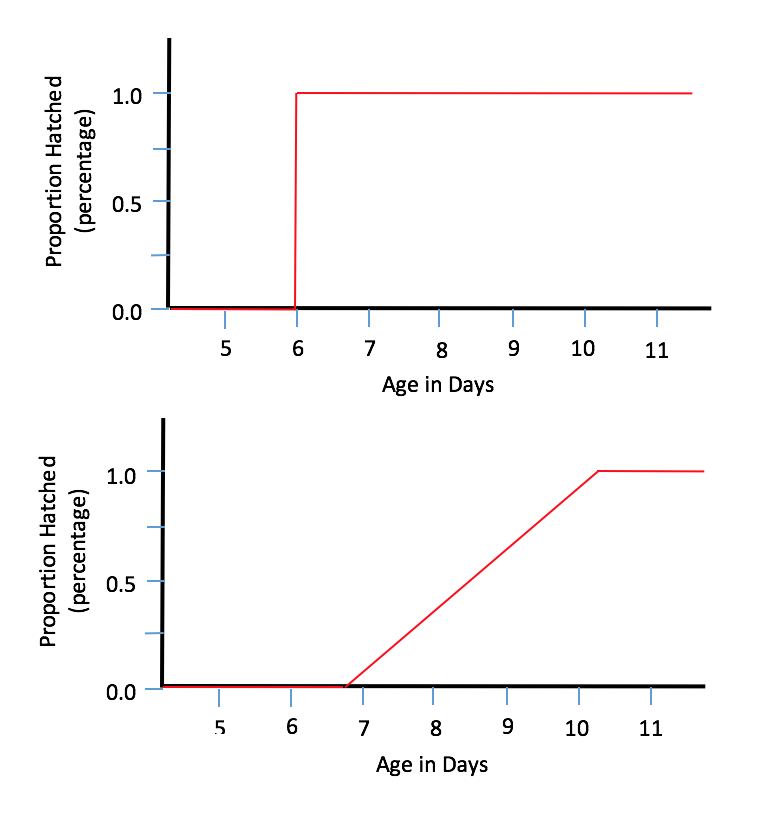
红眼树蛙蝌蚪的孵化率取决于猫眼蛇的捕食行为

红眼树蛙是一种栖息在中美洲热带地区的树蛙。与许多青蛙不同的是，红眼树蛙有树栖的卵，这些卵被产在池塘或水坑边的树叶上，悬挂于池塘或水坑上，孵化出来后，蝌蚪会掉进下面的水里。这些树栖卵遇到的最常见的食肉动物之一是是一种名为猫眼蛇。当面临捕食的直接威胁时，红眼树蛙能够在产卵后5天提前孵化并在卵外存活：悬挂卵的连接结构感知周围的震动中获取信息，并判断是否有被捕食的危险；在蛇攻击的情况下，这一结构可以几乎在一瞬间激活卵的孵化。已有的对照实验显示：当一个连接结构在六天大的时候受到攻击时，整个连接结构所拖挂的卵几乎是瞬间孵化出来的；而非危险状态下，产卵后7天左右卵开始孵化到10天左右所有卵孵化结束；后续研究探索了红眼树蛙这一与孵化相关的表型可塑性的带来的优势和代价。  

## 表型可塑性和进化
可塑性通常被认为是一种对环境变化的进化适应，它允许个体“较为适应”不同的环境，因而这种适应是可以合理预测的，并且发生在个体有机体的生命周期内。如果一个特定环境中的最佳表型随着环境条件的改变而改变，那么个体表达不同特征的能力应该是有利的，因此这一表型被自然选择保留。因此，如果达尔文所说的适应度在改变表型后增加，这样的可塑性在进化中逐渐占据多数。
然而，可塑性对适应性的好处可能受到维持可塑性反应的能量成本制约，例如合成新的蛋白质、调整同工酶变异体的表达比例、维持感官机制以检测变化都需要能量成本。同时，环境因素的的可预测性和可靠性亦限制了表型可塑性（见有利的适应性假设）。
选择实验和进化实验等方法的结果表明，可塑性既可以是一种在直接选择条件（如捕食）下可以进化的性状，也可以是对特定性状平均值（如温度变迁）的选择的相关反应。

### 适应性与适应不良
应对环境产生的表型可塑性既可以是适应环境的，也可以在某种情况下转变为不适应环境的。例如，淡水蜗牛的蜗牛壳生长的可塑性既表现出了适应性，也表现出适应不良。在捕食者蓝鳃太阳鱼的存在下，这些蜗牛使它们的壳变得更圆，从而减少了生长，这使得它们具有更强的抗压能力，更好地防止被捕食。然而，这些蜗牛并不能区分食肉太阳鱼和非食肉太阳鱼之间的化学信号差异，因而蜗牛对非食肉太阳鱼作出改变了壳的形状、减少生长的反应是不适当的，在食肉太阳鱼缺失的情况下，这些变化限制了它们的繁殖力，且使蜗牛容易受到其他捕食者的影响。因此，这些淡水蜗牛对环境的适应性或不适应性反应取决于食肉太阳鱼是否真的存在。

### 气候变异假说
由于温度具有深远重要的生态影响，且在大范围空间和时间尺度上温度之变迁是可预测的，因此对热量差异产生的适应已被认为是决定生物体表型可塑能力的一个关键机制。温度变化的幅度被认为与塑性能力成正比，因此在恒定的温暖热带气候中进化的物种，其塑性能力低于那些生活在天气多变的温带气候中的物种，这一假说被称为“气候变异假说（英語：Climatic variability hypothesis）”，并且已经获得了一些关于植物和动物在整个纬度上的可塑性能力的研究的支持。然而，对果蝇物种的研究未能发现一个明确的超过纬度梯度的可塑性模式，这表明这一假说可能不适用于所有分类族群或所有特征。一些研究人员提出，使用降水等因素直接测量环境变化，比单独测量纬度更能预测表型可塑性。

## 表型可塑性和气候变化
由于人类活动，预计今后100年内，气候变化的速度将达到前所未有的程度。表型可塑性允许生物个体在其一生中对气候变化做出反应，因而成为生物应对气候变化的关键机制。 这一可塑性对于世代持续时间较长的物种尤为重要，因为通过自然选择产生的进化可能不够快，难以减轻气候变暖的影响。

### 北美红松鼠的繁殖期
在过去的十年里，北美红松鼠经历了近2摄氏度的平均气温上升。温度的上升导致了白云杉球果数量的增加，而白云杉球果是冬春季节繁殖的主要食物来源，食物的丰富导致北美红松鼠的平均分娩日期提前了18天。食物丰富度对雌性个体的繁殖期有显著影响，表明出表型可塑性。

## 拓展阅读
- . Oxford University Press. 2003. ISBN 978-0-19-512234-3.
- . Oxford University Press. 2011. ISBN 978-0-19-164015-5. 参见： Garland, Theodore. . Animal Behaviour. 2011, 82 (3): 609–10. doi:10.1016/j.anbehav.2011.06.012.